# Bílkova vila (Tábor)
Bílkova vila je secesní stavba, na jejíž stavbě se významně podílel sochař a architekt František Bílek. Budova, která nese jméno Vila Mária, se nachází ve městě Táboře, v Příběnické ulici čp. 738. Od roku 2007 patří dům mezi kulturní památky.

## Popis
Autentická Bílkova vila se nachází v Táboře, na svažité parcele, vymezené ulicemi Novákovou a Příběnickou. Patrová a terasovitá budova na pomezí secese a symbolismu je ukázkou raného vlivu bruselsko-pařížského secesního stylu Art Nouveau v Česku. Jižní polovina stavby je podsklepena, nad sklepem je zvýšené přízemí, ve kterém se nacházely hlavní obytné prostory. O patro výš je obytné podkroví. Kamenné schodiště v interiéru má bohatě zdobené zábradlí se secesními motivy květin. Za domem se nachází svažitá zahrada. Fasády jsou ztvárněny výrazně taženými křivkami a na štítu i na mřížích oken suterénu se objevuje stylizovaný apotropaický motiv vosí hlavy, který měl vilu symbolicky chránit před zlem. Ve vile se nachází řada dochovaných cenných řemeslných prvků.

## Historie
Bílkova vila byla vystavěna roku 1901. Budovu projektoval táborský stavitel T. Brdlík, který roku 1900 přizval ke spolupráci výtvarníka Františka Bílka, jenž je autorem zdobených fasád a dalších výtvarných prvků v interiéru budovy.